# Копылово (Дмитровский городской округ)
Копылово — деревня в Дмитровском районе Московской области, в составе Сельского поселения Большерогачёвское. Население — 2 чел. (2010). До 2006 года Копылово входило в состав Покровского сельского округа.

## Расположение
Деревня расположена в западной части района, примерно в 26 км западнее Дмитрова, на левом берегу реки Лбовка (левый приток Сестры), высота центра над уровнем моря 150 м. Ближайшие населённые пункты — Михалёво на юго-западе, Богданово на северо-западе и Трехденево на северо-востоке. В 400 м западнее Копылово проходит автодорога А108 (Московское большое кольцо).

## Население
| 2002 | 2006 | 2010 |
| ---- | ---- | ---- |
| 7    | ↘2   | →2   |